# Ключ 18
| 刀                     | 刀        | 刀        |
| ---------------------- | --------- | --------- |
| 17                     | 18        | 19        |
| Піньінь:               | dāo       | dāo       |
| Чжуїнь:                | ㄉㄠ      | ㄉㄠ      |
| Вейд-Джайлз:           | tao1      | tao1      |
| Ютпхін:                | dou1      | dou1      |
| Он:                    |           |           |
| Кун:                   |           |           |
| Кандзі:                | 刀 katana | 刀 katana |
| Хун:                   | 칼 kal    | 칼 kal    |
| Им:                    | 도 do     | 도 do     |
| Індекс у Вікісловнику: | 刀        | 刀        |

Ключ 18 — ієрогліфічний ключ, що означає ніж і є одним із 23 (загалом існує 214) ключів Кансі, що складаються з двох рисок. 
У Словнику Кансі 377 символів із 40 000 використовують цей ключ.

## Символи, що використовують ключ 18

Як писати ієрогліф.

| кількість рисок | ієрогліфи                                                         |
| --------------- | ----------------------------------------------------------------- |
| без додаткових  | 刀 刁 刂                                                          |
| 1 додаткова     | 刃 刄                                                             |
| 2 додаткові     | 刅 分 切 刈                                                       |
| 3 додаткові     | 刉 刊 刋 刌 刍                                                    |
| 4 додаткові     | 刎 刏 刐 刑 划 刓 刔 刕 刖 列 刘 则 刚 创                         |
| 5 додаткових    | 刜 初 刞 刟 删 刡 刢 刣 判 別 刦 刧 刨 利 刪 别 刬 刭             |
| 6 додаткових    | 刮 刯 到 刱 刲 刳 刴 刵 制 刷 券 刹 刺 刻 刼 刽 刾 刿 剀 剁 剂    |
| 7 додаткових    | 剃 剄 剅 剆 則 剈 剉 削 剋 剌 前 剎 剏 剐 剑                      |
| 8 додаткових    | 剒 剓 剔 剕 剖 剗 剘 剙 剚 剛 剜 剝 剞 剟 剠 剡 剢 剣 剤 剥 剦 剧 |
| 9 додаткових    | 剨 剪 剫 剬 剭 剮 副 剰 剱                                        |
| 10 додаткових   | 剩 割 剳 剴 創 剶                                                 |
| 11 додаткових   | 剷 剸 剹 剺 剻 剼 剽 剾 剿                                        |
| 12 додаткових   | 劀 劁 劂 劃 劄                                                    |
| 13 додаткових   | 劅 劆 劇 劈 劉 劊 劋 劌 劍 劎 劏                                  |
| 14 додаткових   | 劐 劑 劒 劓 劔                                                    |
| 15 додаткових   | 劕                                                                |
| 17 додаткових   | 劖                                                                |
| 19 додаткових   | 劗 劘                                                             |
| 21 додаткова    | 劙 劚                                                             |